# Higinio Vilches Pescador
Higinio Vilches Pescador (Jaén, 17 de septiembre de 1954-Jaén, 9 de mayo de 2024) más conocido como Higinio Vilches, fue un futbolista español que jugaba en la posición de mediocentro. También fue entrenador y presidente del Real Jaén C. F..

## Biografía

### Futbolista
Sus inicios como futbolista se producen en la cantera del Atlético de Madrid. Tras unos años en las categorías inferiores es cedido al C. D. Málaga en la segunda mitad del campeonato en la temporada 1976-77, lo que le dio la oportunidad de debutar en Primera División. 
De vuelta al cuadro colchonero, apenas tuvo oportunidades en dos temporadas, por lo que se decidió traspasarlo al Gimnàstic de Tarragona, aunque la entidad madrileña todavía conservaba sus derechos. Estando en el Gimnàstic de Tarragona, como uno de los líderes del equipo, fue fichado por el R. C. D. Espanyol ya casi a finales de temporada (abril de 1980), con permiso de su anterior club, el Atlético de Madrid, debutando en Primera División esa misma temporada. 
En su última campaña de periquito sufrió muchas lesiones y no pudo dar el rendimiento deseado, tras lo cual firmó por el Cádiz C. F., con el que jugó 50 partidos repartidos en dos temporadas, una en Primera División y la otra en Segunda División. Se retiró en el equipo de su tierra, el Real Jaén C. F., en el que militó tres temporadas: una en Segunda B y dos más en Tercera División. Disputó un total de 109 partidos con el cuadro jiennense en los que marcó 29 goles. 

### Entrenador
Posteriormente pasó, muchos años más tarde, a los banquillos, siendo su mayor logro hasta el momento, el ascenso a Tercera con el Martos C. D.. 

### Política y presidencia
Entre 2011 y 2015 fue concejal de deportes del ayuntamiento de Jaén bajo el signo político del PP, siendo alcalde, Jose Enrique Fernández de Moya.
Desde julio hasta octubre de 2016, Higinio Vilches fue el presidente del Real Jaén C. F. siendo Juan Miguel Hitos el accionista mayoritario.

### Vida privada
Tuvo un hijo, Higinio Vilches Cano, también futbolista, al cual entrenó en el Martos Club Deportivo. Como anécdota cabe destacar que al llegar el padre a la presidencia del Real Jaén C. F. el hijo fue nombrado capitán del Linares Deportivo.

## Clubes

### Como futbolista
| Club                   | País   | Categoría                    | Temporadas | Partidos | Goles |
| ---------------------- | ------ | ---------------------------- | ---------- | -------- | ----- |
| Atlético Madrileño     | España | Tercera División             | 1975-1976  |          |       |
| C. D. Málaga           | España | Primera División             | 1976-1977  | 8        | 1     |
| Atlético de Madrid     | España | Primera División             | 1977-1978  | 4        | 0     |
| Gimnàstic de Tarragona | España | Segunda División             | 1978-1979  | 28       | 3     |
| R. C. D. Espanyol      | España | Primera División             | 1979-1983  | 72       | 6     |
| Cádiz C. F.            | España | Primera y Segunda División   | 1983-1985  | 51       | 0     |
| Real Jaén C. F.        | España | Segunda B y Tercera División | 1985-1988  | 109      | 29    |

### Como entrenador
| Club         | País   | Categoría        | Temporada |
| ------------ | ------ | ---------------- | --------- |
| Martos C. D. | España | Primera Andaluza | 2009-2010 |